# UFC Fight Night: Munoz vs. Mousasi
UFC Fight Night: Munoz vs. Mousasi è stato un evento di arti marziali miste tenuto dalla Ultimate Fighting Championship il 31 maggio 2014 all'O2 World di Berlino, Germania.

## Retroscena
Si tratta del terzo evento organizzato dall'UFC in Germania e del primo tenutosi a Berlino: in precedenza l'organizzazione statunitense era stata a Colonia nel 2009 con l'evento UFC 99: The Comeback e a Oberhausen nel 2010 con l'evento UFC 122: Marquardt vs. Okami.
Sempre il 31 maggio 2014 si tenne anche The Ultimate Fighter Brazil 3 Finale: Miocic vs. Maldonado in Brasile: è la seconda volta che l'UFC organizza due eventi lo stesso giorno, la prima volta successe nel 2012 con gli eventi UFC on FX: Sotiropoulos vs. Pearson e The Ultimate Fighter: Team Carwin vs. Team Nelson Finale.
Fu il primo evento nel quale nessun incontro venne premiato con il riconoscimento Fight of the Night, bensì ben quattro atleti vennero premiati con il premio Performance of the Night.

## Risultati
|                  | Divisione       |                  |                 |                 | Metodo                                      | Round           | Tempo           | Premio          |
| Card principale  | Card principale | Card principale  | Card principale | Card principale | Card principale                             | Card principale | Card principale | Card principale |
| ---------------- | --------------- | ---------------- | --------------- | --------------- | ------------------------------------------- | --------------- | --------------- | --------------- |
|                  | Pesi Medi       | Gegard Mousasi   | batte           | Mark Muñoz      | Sottomissione (rear naked choke)            | 1               | 3:57            | POTN            |
|                  | Pesi Medi       | C.B. Dollaway    | batte           | Francis Carmont | Decisione unanime (30-27, 30-27, 29-28)     | 3               | 5:00            | POTN            |
|                  | Pesi Medi       | Sean Strickland  | batte           | Luke Barnatt    | Decisione non unanime (28-29, 30-27, 29-28) | 3               | 5:00            |                 |
|                  | Pesi Piuma      | Niklas Bäckström | batte           | Tom Niinimäki   | Sottomissione (bulldog choke)               | 1               | 4:15            | POTN            |
| Card preliminare |                 |                  |                 |                 |                                             |                 |                 |                 |
|                  | Pesi Leggeri    | Nick Hein        | batte           | Drew Dober      | Decisione unanime (29-28, 30-27, 29-28)     | 3               | 5:00            |                 |
|                  | Pesi Medi       | Magnus Cedenblad | batte           | Krzysztof Jotko | Sottomissione (ghigliottina)                | 2               | 4:59            | POTN            |
|                  | Pesi Gallo      | Iuri Alcântara   | batte           | Vaughan Lee     | KO Tecnico (pugni)                          | 1               | 0:25            |                 |
|                  | Pesi Welter     | Peter Sobotta    | batte           | Paweł Pawlak    | Decisione unanime (30-27, 30-27, 30-27)     | 3               | 5:00            |                 |
|                  | Pesi Piuma      | Maximo Blanco    | batte           | Andy Ogle       | Decisione unanime (29-28, 29-28, 29-28)     | 3               | 5:00            |                 |
|                  | Pesi Massimi    | Ruslan Magomedov | batte           | Viktor Pešta    | Decisione unanime (29-28, 29-28, 29-28)     | 3               | 5:00            |                 |

## Premi
I lottatori premiati ricevettero un bonus di 50.000 dollari.
Legenda:
- FOTN: Fight of the Night (vengono premiati entrambi gli atleti per il miglior incontro dell'evento)
- POTN: Performance of the Night (viene premiato il vincitore per la migliore performance dell'evento)

## Incontri annullati
|  | Divisione  |               |        |                | Motivo              |
|  | ---------- | ------------- | ------ | -------------- | ------------------- |
|  | Pesi Piuma | Tom Niinimäki | contro | Thiago Tavares | Tavares infortunato |